# Propensität
Propensität, Inklination, Neigung oder Verwirklichungstendenz ist eine von Karl Popper vorgeschlagene objektivistische Interpretation von Wahrscheinlichkeit, zu der sich bereits bei Peirce Skizzen finden lassen. Popper entwickelte sie, um das Problem der Interpretation der Quantenmechanik zu lösen. In der Propensitätsinterpretation ist Wahrscheinlichkeit ein Maß für die Tendenz einer Versuchsanordnung, ein bestimmtes Ergebnis zu produzieren.
Der Propensitätsinterpretation gegenüber stehen insbesondere die subjektivistische Theorie des Bayesianismus, die Wahrscheinlichkeiten als Grade des Überzeugtseins interpretiert, und die objektive Häufigkeitstheorie, bei der sich Wahrscheinlichkeiten auf die relative Häufigkeit des Auftretens eines Ereignisses in einer Folge von Wiederholungen bzw. in einem Ensemble gleichartiger Prozesse bezieht. Wissenschaftstheoretische Realisten bevorzugen objektivistische Theorien wie die Propensitätsinterpretation, da diese Aussagen über die reale Welt selbst trifft bzw. impliziert und nicht nur über die Meinungen einer Person. Im Gegensatz zur Häufigkeitsinterpretation kann sie auch akzeptieren, dass Wahrscheinlichkeiten auch für Einzelfälle existieren, und erklären, warum sie das tun.
Propensitäten sind für Popper verallgemeinerte Kräfte und somit reale Eigenschaften von physikalischen Systemen. Sie sind relational und liegen nicht, wie etwa bei den Potentialitäten von Aristoteles, in den Dingen selbst: Wenn zwei Würfel betrachtet werden, von denen einer eine Unwucht zugunsten der Seite hat, die der 6 gegenüberliegt, dann wird die Propensität dieses gewichteten Würfels, in einem starken Schwerkraftfeld nach einem Wurf mit 6 oben zu landen, deutlich höher als die beim anderen Würfel beobachteten 1/6 sein. Bei einem Versuch in einem schwachen Schwerkraftfeld wird sie hingegen näher an 1/6 liegen.